# Protracheoniscus marcomannius
Protracheoniscus marcomannius är en kräftdjursart som beskrevs av Karl Wilhelm Verhoeff1927. Protracheoniscus marcomannius ingår i släktet Protracheoniscus och familjen Trachelipodidae. Inga underarter finns listade i Catalogue of Life.